# Федешть
Федешть, Федешті (рум. Fedești) — село у повіті Васлуй в Румунії. Входить до складу комуни Шулетя.
Село розташоване на відстані 249 км на північний схід від Бухареста, 38 км на південь від Васлуя, 97 км на південь від Ясс, 98 км на північ від Галаца.

## Населення
За даними перепису населення 2002 року у селі проживали 658 осіб, усі — румуни. Усі жителі села рідною мовою назвали румунську.